# Centruroides sculpturatus
El escorpión o alacrán de corteza de Arizona (Centruroides sculpturatus) es un arácnido perteneciente a la familia Buthidae, del orden Scorpiones. Es uno de los pocos escorpiones cuyo veneno es mortal en humanos. Esta especie fue descrita por Ewing en 1928. El nombre del género Centruroides viene de las palabras griegas centr- que significa “puntiagudo” y uro que significa “cola”. El género originalmente se llamaba Centrurus pero tuvo que cambiarse a Centruroides debido a que Centrurus ya había sido usado para otro animal. La terminación -oides significa “semejanza” o “proveniente de”. El nombre específico sculpturatus proviene de la palabra en latín sculptūrātus que significa “escultural”.

## Clasificación y descripción
El escorpión o alacrán de corteza (Centruroides sculpturatus) es un arácnido perteneciente a la familia Buthidae, del orden Scorpiones. Esta especie fue descrita por Ewing en 1928. El color general es marrón amarillento; sin líneas dorsales, puntos u otras marcas de color; cefalotórax sin marcas de color dorsales; surco medial pronunciado; integumento granular; quelas delgadas, dedos tan largos o a veces más largos que la mano; sobre la parte posterior del carapacho hay un par de tubérculos longitudinales; una carina se extiende hacia adelante desde el margen posterior a aproximadamente la mitad de los ojos, están situados aproximadamente a un tercio de distancia desde la ranura media hasta el margen lateral del carapacho; abdomen muy toscamente granulado en la parte de arriba; cada terguito con un margen posterior tuberculado más o menos elevado y una carina medial bien desarrollada; postabdomen tan largo como el abdomen; el primer segmento es aproximadamente el doble de largo que ancho; último segmento con un largo, delgado y fuertemente curvado aguijón, debajo del aguijón un tubérculo y una vesícula inflamada; con aproximadamente 24 dientes pectinales; largo total 5.2 cm. Esta especie suele ponerse como sinónimo de Centruroides exilicauda sin embargo han sido diferenciadas mediante métodos moleculares.

## Distribución
Esta especie de escorpión se distribuye en EE. UU. en el estado de Arizona. En México en los estados de Sonora, Baja California y Baja California Sur.

## Hábitat
Es de ambiente terrestre. Esta especie de escorpión es principalmente nocturna, habita en terrenos rocosos, cañones y hábitats ribereños, donde se esconde durante el día bajo rocas, en grietas de rocas y vegetación caída.

## Estado de conservación
Hasta el momento en México no se encuentra en ninguna categoría de protección, ni en la Lista Roja de la UICN (Unión Internacional para la Conservación de la Naturaleza) ni en CITES (Convención sobre el Comercio Internacional de Especies Amenazadas de Fauna y Flora Silvestres).